# Ivanna Marcela Arrascaeta
Ivanna Marcela Arrascaeta (Argentina; 5 de diciembre de 1980) es una política argentina de La Libertad Avanza. Es Senadora de la Nación Argentina por San Luis desde 2023.

## Biografía
En octubre de 2023 ejerce como Senadora de la Nación Argentina por la Provincia de San Luis. En 2024 quedaría implicada junto con el senador libertario Abdala por falsas afiliaciones en el partido La libertad Avanza, cuando se descubrió que cientos de firmas presentadas para avalar al partido eran de personas fallecidas o empleados públicos obligados a afiliarse a los libertarios.la controversia en el senado se agravó tras la revelaciones del nombramiento de militantes y familiares y tras las acusaciones por la designación de familiares en puestos públicos por parte de Senadores de la Libertad Avanza varios opositores pidieron revertir los nombramientos del bloque oficialista.

## Vida personal
Arrascaeta es casada con el empresario Rodolfo Negri.